# Орден Цариці Тамари
Орден Цариці Тамари — державна нагорода Грузії, заснована рішенням Парламенту Грузії № 1553 від 31 липня 2009 для нагородження виключно представниць жіночої статі за видатні заслуги перед народом та Батьківщиною.

## Положення про нагороду
Орден цариці Тамари вручається виключно представницям жіночої статі за видатні заслуги перед народом та Батьківщиною. 

Нагородженій орденом цариці Тамари вручається грошова премія в розмірі 4 000 ларі.

## Нагороджені
1. Ламара Чконія, сопрано (2011)[1]